# مدرسة

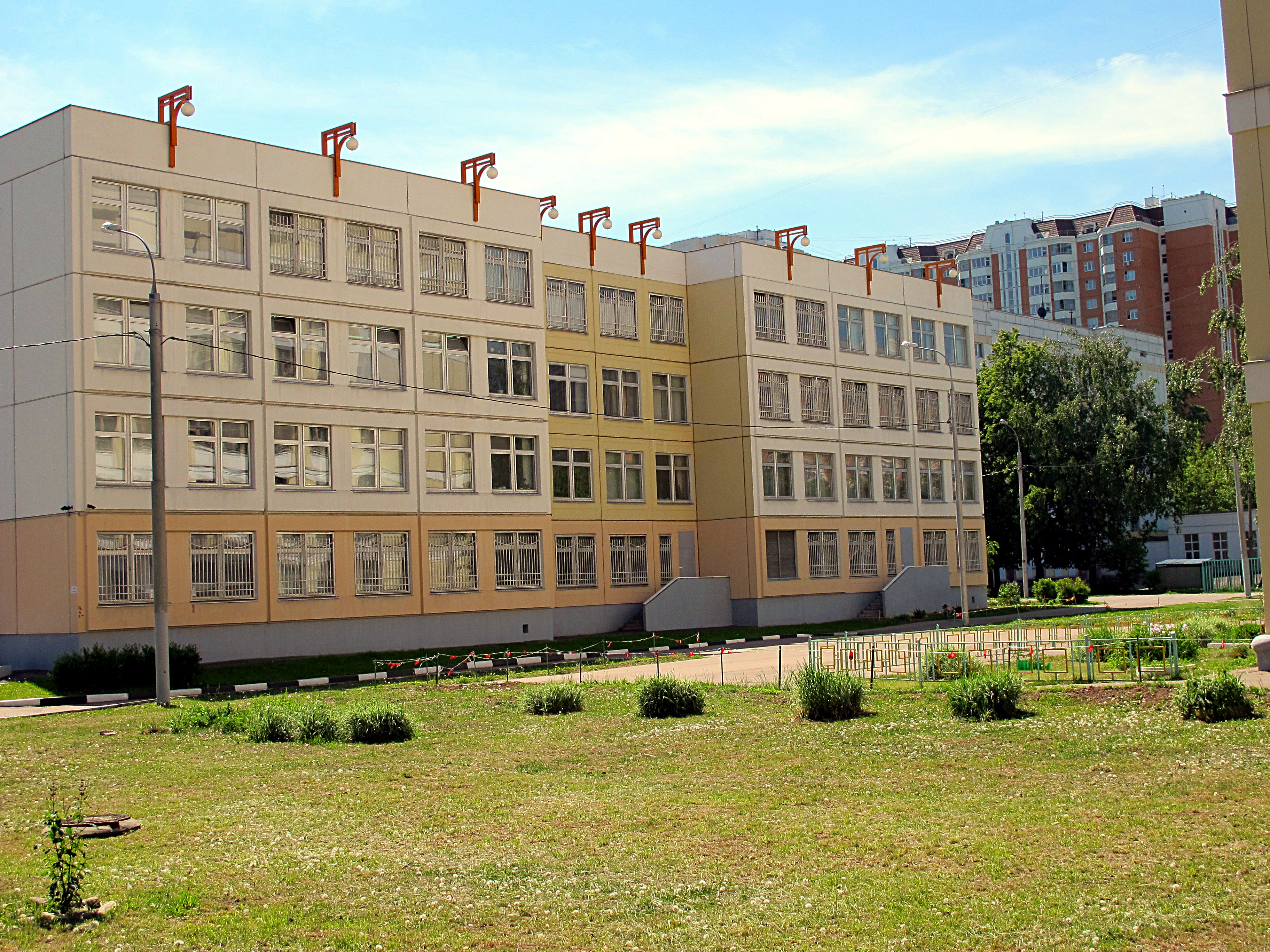
مدرسة

المدرسة هي مؤسسة تعليمية يتعلم فيها التلاميذ الدروس لمختلف العلوم وتنقسم الدراسة إلى عدة مراحل وهي الابتدائية والمتوسطة أو الإعدادية والثانوية وتسمى بالدراسة الأولية الإجبارية في كثير من الدول. وتنقسم المدارس إلى مدارس حكومية ومدارس خاصة ومدارس أهلية. وتلتزم الكثير من المدارس حول العالم بزي موحد لمنع التفرقة الطبقية وللحفاظ على هيئة التلاميذ وحسن انضباطهم.

## التعليم الإجباري
تكون المدرسة، حسب البلدان، إما إجبارية أو اختيارية، وذلك على مدد زمنية مختلفة. وفي معظم الدول، لا يعد الذهاب إلى المدرسة إجباريا، بينما يعد «تلقين الأطفال» كذلك. أي أن للآباء كامل الحرية بين تلقين أطفالهم في البيت أو الذهاب بهم إلى المدارس. يبدأ سن التعليم الإجباري من السنة السادسة أو السابعة من عمر الطفل
يبدأ التعليم الإجباري بولوج المدرسة الابتدائية في سن السادسة عموما. خلال هذه المرحلة يكتسب الطفل أسس تعلم القراءة والكتابة والحساب. تعتبر المرحلة الابتدائية مهمة كونها توجه الطفل وتبني شخصيته وتصقل مواهبه ،ففيها تحديدا يبنى الطفل شخصيا ومعنويا. كما أن المدارس تساهم في رقي أفكار التلاميذ ومساعدتهم على الفهم كما تساهم أيضا في تنمية حس التحليل والتعبير والملاحظة والنقد .

## تاريخ المدرسة

### التاريخ القديم للمدرسة
مفهوم تجميع الطلبة معا في مكان محدد لأجل التعلم كان موجودا منذ العصور الكلاسيكية القديمة. المدارس الرسمية أنشئت على أقل تقدير منذ فترة اليونان القديمة. مفهوم المدرسة في اليونان القديمة كان يعتمد على المناظرات والنقاشات وكانت المدارس في تلك الفترة تسمى بأكاديمية.

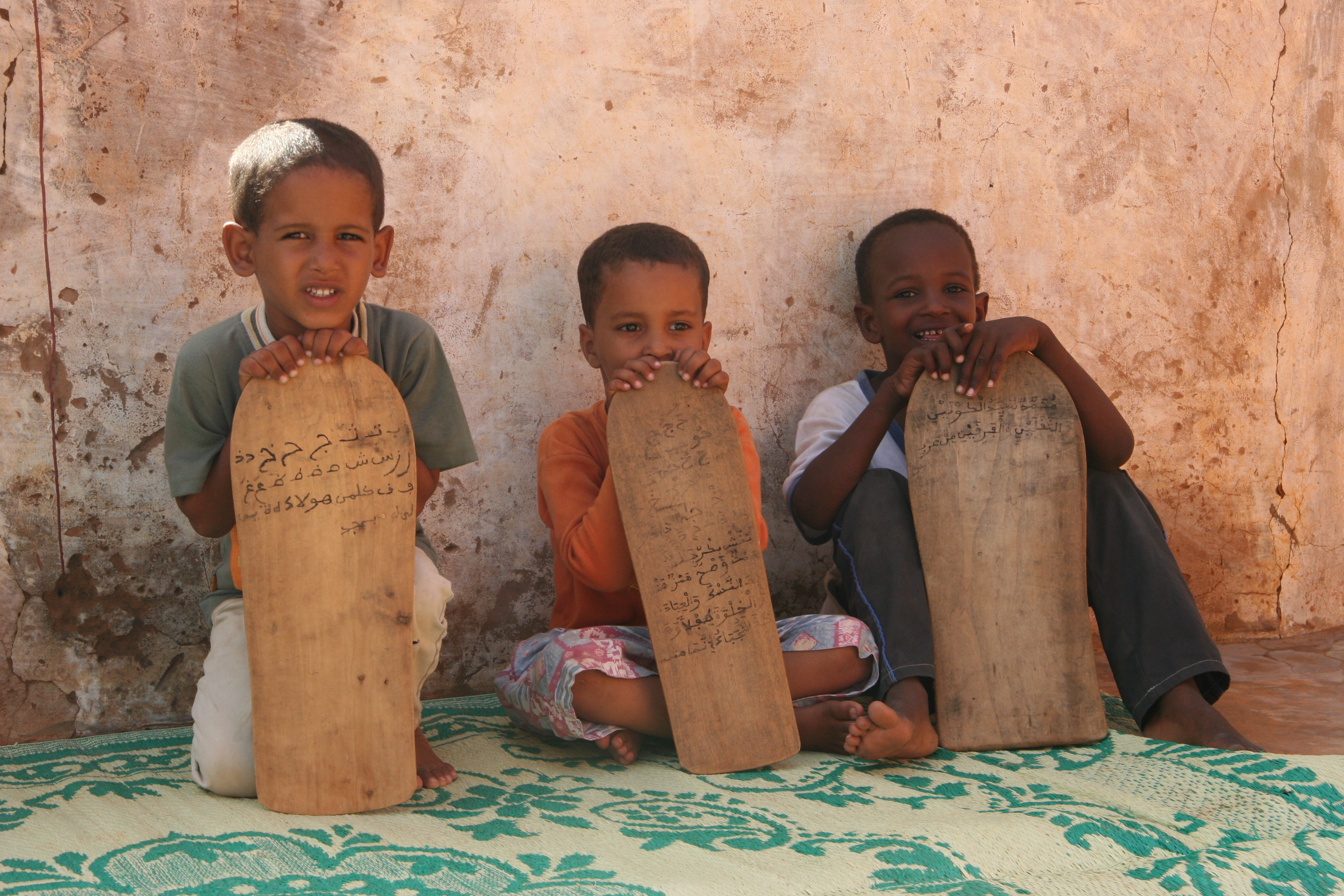
مدرسة الشباب في موريتانيا. يتعلّمون فيها أجزاء القرآن الكريم على الألواح الخشبية.

### تاريخ تطور المدرسة
- في العهد العثماني: أصبحت مدينة بورصة وأدرنة أهم مراكز التعلم في العالم الإسلامي.
- في أوروبا خلال العصور الوسطى: كان الغرض الرئيسي من المدارس تعليم اللغة اللاتينية وأدى ذلك إلى تعليم متوسط المدى وكان كثير من المدارس تتكون من غرفة واحدة يدرس فيها سبع درجات من البنين والبنات.
- المدارس الدينية في غامبيا: مدرسة لويولا، تشيناي، الهند التي تديرها الأبرشية الكاثوليكية في مدارس المبشرين المسيحيين ولقد لعبت دورا محوريا في إنشاء المدارس الحديثة.
- الهند: في الهند القديمة كانت المدارس التقليدية الهندوسية سكنية التعليم وأدخلت المدارس الدينية في الهند لتثقيف الأطفال.

الآن في معظم المدارس تتبع نموذج المدرسة التبشيرية في مجال التدريس.[بحاجة لمصدر]
- كينيا: في كينيا مستوى التعليم منخفض، فعلى سبيل المثال، هنالك بعض الصفوف التي لا تحتوي على أثاث ملائم ووسائل إيضاح، وفي بعض المدارس لا يوجد زي موحد.
- المغرب: في مدينة فاس تحديدا بنيت اقدم جامعة في العالم سنة 859م على يد فاطمة بنت محمد الفهري [1] وهي جامعة القرويين .

## التجهيزات والمعدات
تشمل التجهيزات والمعدات التي تحتاجها المدارس عادة في جميع أنحاء العالم: المكاتب اللازمة للتلاميذ والسبورات الكبيرة والكتب المدرسية وبعض الخرائط والرسوم التوضيحية الحائطية وإلى جانب هذا، توفر المدارس الثانوية والجامعات في العادة بعض التجهيزات والمعدات الخاصة التي تحتاجها دراسة العلوم مثل (المجهر (الميكروسكوب)) والقوارير وأنابيب الاختبار التي تستخدم في دروس الكيمياء، وبعض العينات التشريحية والنماذج والرسوم التوضيحية لدروس الأحياء، أو دراسة الموسيقي (مثل آلات العزف والإيقاع) أو دراسة الفن التشكيلي (مثل الصلصال والألوان وأنواع النسيج) أو مادة التربية البدنية (مثل الكرات والملاعب)

## المرحلتان الإعدادية والثانوية

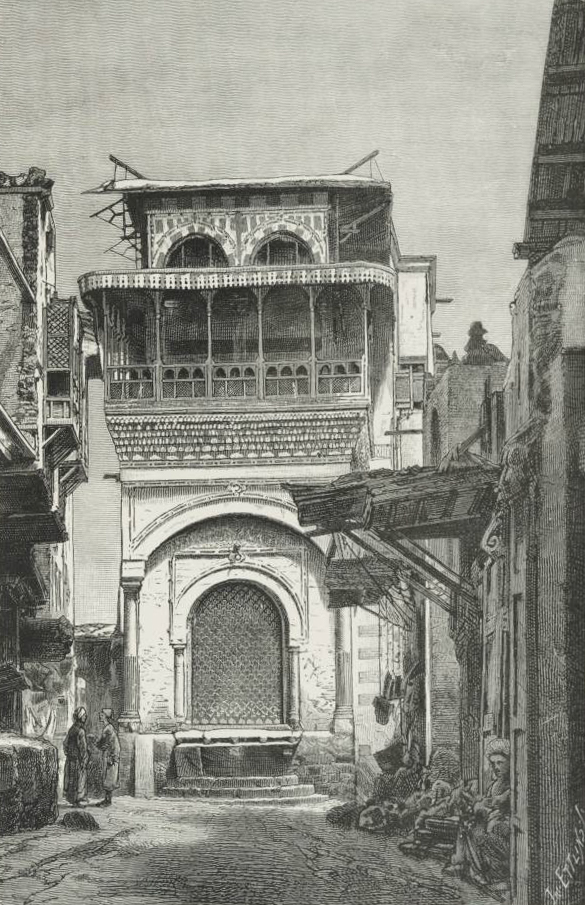
مدرسة قاهرية سنة 1878م

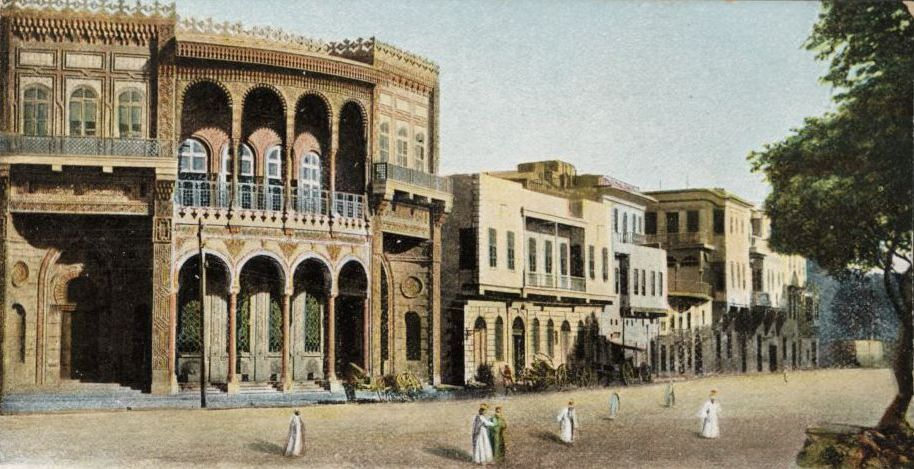

تمتد المرحلتان من نهاية المرحلة الابتدائية إلى بداية المرحلة الجامعية. غالبا ما تنتهي بنيل شهادة (الباكلوريا). في المملكة العربية السعودية المرحلة الثانوية تمتد من نهاية المرحلة الإعدادية. وهي عبارة عن ثلاث سنوات السنة الأولى يدرس الطالب عدة مواد علمية وأدبية وشرعية. أما في السنة الثانية فيبدأ الطالب باختيار التخصص إما تخصص العلوم الطبيعية أو تخصص الشريعة الإسلامية واللغة العربية

## المرحلة الجامعية
تنتهي مرحلة التعليم الإجباري في سن الخامسة عشر إلى السابعة عشر. وبذلك فلا تصنف المرحلة الجامعية ضمن التعليم الإجباري.

## أصل الكلمة
الكلمة مدرسة هي مشتقّة من جذر ثلاثي (د ر س)، الذي يتعلّق بالتعلّم أو التّعليم، على وزن (شكل / جذع) مفعل(ة)، والمِدْراسُ البيت الذي يُدْرَسُ فيه القرآن، وكذلك مَدارِسُ اليهود.

## الزي
الكثير من المدارس حول العالم تلتزم بزي موحد لمنع التفرقة الطبقية وللحفاظ على هيئة التلاميذ وحسن انضباطهم وتمييزهم عن طلاب المدارس الأخرى.

## التعليم الإلزامي
تكون المدرسة، حسب البلدان، إما إجبارية أو اختيارية، وذلك على مدد زمنية مختلفة. وفي معظم الدول، لا يعد الذهاب إلى المدرسة إجباريًا، بينما يعد «تلقين الأطفال» كذلك. أي أن للآباء الخيرة بين تلقين أطفالهم في البيت أو الذهاب بهم إلى المدارس. يبدأ سن التعليم الإجباري من السنة السادسة أو السابعة من عمر الطفل (6 سنوات في البلاد العربية، فرنسا، كندا، 7 سنوات في فنلندا)

## المرحلة الابتدائية
يبدأ التعليم الإجباري بولوج المدرسة الابتدائية في السنة السادسة هنا من العمر عموما. خلال هذه المرحلة يكتسب الطفل أسس تعلم القراءة والكتابة والحساب. تعتبر المرحلة الابتدائية مهمة كونها توجه الطفل وتبني شخصيته.
و هي مهمة جدا ففي هذه الفترة يبنى الطفل شخصيا ومعنويا.

## المرحلتان الإعدادية (المتوسطة) والثانوية
تمتد المرحلتان من نهاية المرحلة الابتدائية إلى بداية المرحلة الجامعية. غالبا ما تنتهي بنيل شهادة (الباكلوريا).

## المرحلة الجامعية
تنتهي مرحلة التعليم الإجباري في سن الخامسة عشر إلى السابعة عشر. وبذلك فلا تصنف المرحلة الجامعية ضمن التعليم الإجباري.

## أنواع المدارس
هناك نوعان للمدارس ومنها:
- مدرسة خاصّة وتكون بمقابل مادي.
- مدرسة حكومية وهي التي تصرف وتهتم بها الحكومة.